# Maxwell Itoya
Maxwell Itoya (ur. 26 września 1974, zm. 23 maja 2010 w Warszawie) – nigeryjski imigrant mieszkający w Polsce, który zginął w nalocie policyjnym na terenie Jarmarku Europa w Warszawie. Jego śmierć wzbudziła duże poruszenie i wzbudziła debatę publiczną na temat rasizmu oraz granic legalności działań polskiej policji.

## Śmierć
Maxwell Itoya mieszkał w Polsce od 2002 r., posiadał obywatelstwo polskie, był mężem Moniki Itoya-Pacak, z którą wychowywał trójkę dzieci: Dominikę, Dorotę, Dawida. Pracował jako sprzedawca uliczny na Jarmarku Europa, gdzie często dochodziło do nalotów policji, podczas których funkcjonariusze wyłapywali handlarzy podrobionych produktów. 23 maja 2010 miała tam miejsce kolejna tego typu akcja. W momencie, kiedy duża grupa ludzi zaczęła uciekać przed funkcjonariuszami, niektórzy handlarze i handlarki postanowili zostać, m.in. Itoya i jego znajomy George, którego po chwili aresztowano. Widząc to Itoya, który mówił po polsku, podszedł do policjantów zapytać się o powód aresztowania. W pewnym momencie miało dojść między nimi do ostrej wymiany zdań. Według świadków, policjant wyjął i odbezpieczył broń, którą następnie skierował w stronę nóg Maxwella. Po chwili wystrzelił, trafiając handlarza w tętnicę udową. Mężczyzna padł na ziemię i zaczął obficie krwawić. Pozostali handlarze starali się zahamować krwawienie, jednak nie udało się im powstrzymać krwotoku i krytycznie ranny mężczyzna zmarł na miejscu przed przyjazdem karetki.
Po tym jak Maxwell padł na ziemię, widzący tę sytuację handlarze zaatakowali funkcjonariuszy. Aresztowano wówczas 32 osoby, w tym 29 Nigeryjczyków, jednego Kameruńczyka, jednego Gwinejczyka i jednego Hindusa. Policja i prasa opisały to jako zamieszki.
Dokładny powód oddania zabójczego strzału jest niejasny: źródła policyjne stwierdziły, że był to wypadek i miał miejsce podczas zamieszek, które rozpoczęły się, gdy sprawdzano sprzedawców pod kątem dokumentów i w ten sposób aresztowano Itoyę; imigranci powiedzieli, że strzał sprowokował ich do ataku na policję.

## Następstwa

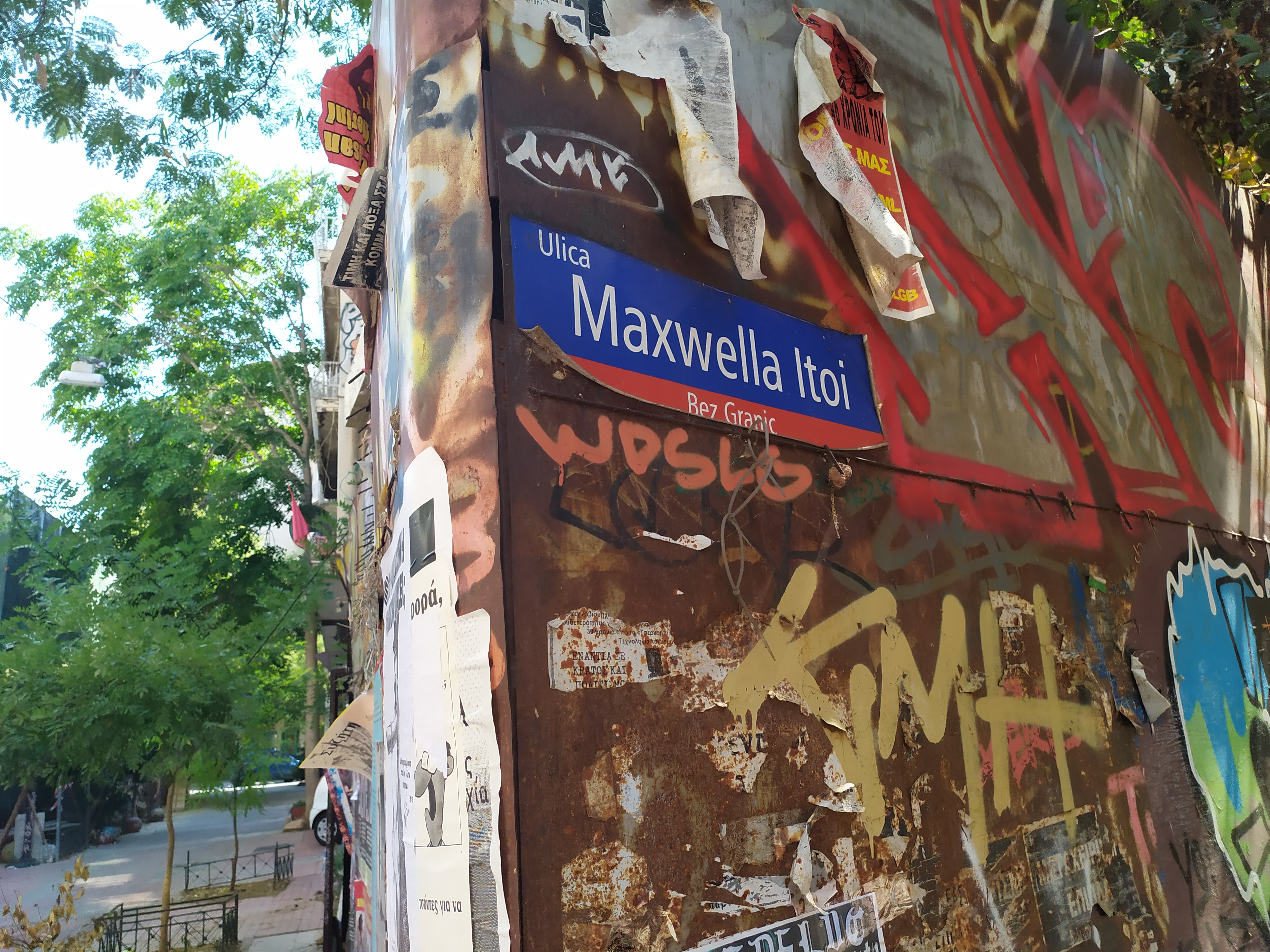
Naklejka imitująca tablicę w ateńskiej dzielnicy Eksarchia.

Następnego dnia po zdarzeniu odbyła się demonstracja 50 imigrantów i lewicowych aktywistów, protestujących przeciwko działaniom policji. Tłum skandował takie hasła jak: „Policja ma krew na rękach” i „Stop rasizmowi i brutalności policji”. 30 maja 2010 odbył się marsz upamiętniający zabitego, w którym wzięło udział ponad 300 osób. Policjant Artur Brzeziński, który zastrzelił Itoyę, nie został zawieszony w obowiązkach, ani oskarżony o żadne przestępstwo.
Wdowa po Itoyi, Monika Pacak-Itoya, w momencie śmierci męża była osobą bezrobotną. Nie udało się jej samej utrzymać wynajmowanego mieszkania. Starała się przez rok o prawo do lokalu z zasobów gminy, jednak bez powodzenia. Walczyła o odszkodowanie i prawo do renty dla dzieci, również bezskutecznie. W końcu wyjechała do Anglii, gdzie dzięki pomocy przyjaciół znalazła pracę.
Pomimo zgromadzenia wielu dowodów, sprawa śmierci Itoyi pozostała niejednoznaczna „z powodu sprzecznych dowodów”. Dochodzenie zostało umorzone 17 maja 2012. Kwestia ta była obserwowana w ramach Programu Spraw Precedensowych polskiego oddziału Helsińskiej Fundacji Praw Człowieka.
Co pewien czas w Warszawie organizowane są wydarzenia związane z upamiętnieniem Maxwella Itoyi i potępiające rasizm. W 2018 r. założone zostało Warszawskie Towarzystwo Przyjaciół Maxwella Itoyi, które za cel stawia sobie "walkę z instytucjonalnymi przejawami rasizmu, zwracając uwagę na rolę aparatu państwowego w ukrywaniu zbrodni na imigrantach oraz imigrantkach, a także uczczenie pamięci Maxwella – nigeryjskiego handlarza odzieżą, który został zastrzelony przez policję w okolicach Stadionu Dziesięciolecia 23 maja 2010 roku". 
Maxwell Itoya spoczął w katakumbach na cmentarzu w Piasecznie. 